# ورزشگاه سیوداد والنسیا
ورزشگاه سیوداد والنسیا (به اسپانیایی: Estadio Ciudad de Valencia) با ظرفیت ۲۵٬۴۰۰ نفر یکی از ورزشگاه‌های فوتبال کشور اسپانیا است که در شهر والنسیا ایالت والنسیا واقع شده‌است. این ورزشگاه در سال ۱۹۶۹ بازگشایی شد و در حال حاضر بازی‌های خانگی باشگاه فوتبال لوانته در آن برگزار می‌گردد.